# Mráz (příjmení)
Příjmení Mráz pochází od přezdívky člověka s šedými vlasy či vousy, které působily jako pokryté jinovatkou. Ženská varianta jména je Mrázová. V současnosti je v Česku 2578 nositelů jména Mráz a 2683 nositelek jména Mrázová.

## Nositelé příjmení
- Bohuslav Mráz (1920–1944), plukovník letectva in memoriam, letec RAF
- Branislav Mráz (* 1973) – slovenský fotbalista a trenér
- František Mráz – vícero nositelů, viz rozcestník
- Gustáv Mráz (1934–2025) – československý fotbalista
- Igor Mráz (1929–2016) – slovenský sportovní novinář a spisovatel
- Ivan Mráz (1941–2024) – československý fotbalista a český fotbalový funkcionář
- Jan Mráz (* 1962) – český katolický duchovní
- Jan XI. Mráz († 1403) – český šlechtic, diplomat a biskup olomoucký
- Jaroslav Mráz (1930–2016) – český trenér v házené
- Jason Mraz (* 1977) – americký zpěvák
- Jiří Mráz, také George Mraz (1944–2021) – americký jazzový kontrabasista českého původu
- Jiří Mráz (voják) (1922–2024) – československý veterán druhé světové války, později žijící v USA
- Josef Mráz (1922–1981) – český herec
- Josef Mráz (statistik) (1882–1934) – český právník, kartograf a statistik
- Ladislav Mráz – vícero nositelů, viz rozcestník
- Milan Mráz (1939–2010) – český filozof a překladatel
- Milan Mráz (politik) (* 1939) – český a čs. politik KSČ, za normalizace poslanec ČNR
- Miroslav Mráz (1925–2004) – český spisovatel a lékař
- Otto Mráz (1901–1973) – český fotbalista
- Patrik Mráz (* 1987) – slovenský fotbalista
- Pavel Mráz (fotbalista) (* 1968) – český fotbalista a trenér
- Peter Mráz (rozcestník) – vícero nostitelů, viz rozcestník
- Petr Mráz – kytarista skupiny Vítkovo kvarteto
- Vladimír Mráz (* 1961) – český režisér a scenárista
- Vladimír Mráz (fotbalista) (* 1956) – český fotbalista